# Nourray
Nourray is een gemeente in het Franse departement Loir-et-Cher (regio Centre-Val de Loire) en telt 114 inwoners (2009). De plaats maakt deel uit van het arrondissement Vendôme.

## Geografie
De oppervlakte van Nourray bedraagt 11,7 km², de bevolkingsdichtheid is dus 9,7 inwoners per km².
De onderstaande kaart toont de ligging van Nourray met de belangrijkste infrastructuur en aangrenzende gemeenten.

## Demografie
Onderstaande figuur toont het verloop van het inwonertal (bron: INSEE-tellingen).